# 24 uurseconomie
Een 24 uurseconomie is een samenleving waarbij de bedrijvigheid 's nachts doorgaat. Dat hoeven niet alleen bedrijven te zijn, maar ook openbaar vervoer, winkels, enzovoorts.
De term is in feite onduidelijk. Voor sommigen betekent hij een samenleving onafhankelijk van het dag- en nachtritme, en volgens anderen hebben wij al een 24 uurseconomie.
En er zijn veel bedrijven die dag en nacht doorgaan, zoals elektriciteitscentrales, een deel van de petrochemische industrie, enzovoorts.
Met de komst van internet werd het mogelijk om ook 's nachts op 'het web' te winkelen.

## Consumentengebruik
Winkels langs snelwegen, in grote steden of op luchthavens zijn geregeld 24 uur per dag geopend. Ook sportscholen en soms zelfs restaurants kennen geen sluitingstijd. Radiozenders zenden al lange tijd non-stop (soms gepresenteerde) programma's uit. Vroeger was het in de nacht stil op de radio. 